# うたスキ
うたスキは、エクシングが運営する通信カラオケ「JOYSOUND」と連携した会員制SNSウェブサイトである。2006年11月15日、「HyperJoy WAVE」の発売とともにサービスが開始された。自宅のパソコンや携帯電話（iモード・EZWeb・Yahoo!ケータイ対応、ウィルコムは2009年12月7日以降非対応）スマートフォン（iPhone・Android 対応）から歌いたい曲を予め登録しておくことで、カラオケ店での選曲の手間をなくす「マイうた」サービスをはじめ、持ち歌・全国順位・カラオケ友達などのパーソナル情報・お薦めレビュー等を（発信したければ）発信することが出来る。

## 沿革
- 2006年11月15日 - 「HyperJoy WAVE」発売と同時にサービスイン[1]。
- 2007年11月 - バージョンアップ。「メッセージ」機能強化や「うたスキコミュニティ」など、本格的なSNS機能が多数追加された。モバイルサイト「うたスキモバイル」もデザインを一新しリニューアル[1]。
- 2008年1月 - 会員数が100万人（アカウント）を突破。
- 2008年3月 - モバイルサイトリニューアル。バージョンアップで追加・強化された機能にほぼ対応（プロフィール画像変更など一部未対応）。
- 2008年4月 - バージョンアップ。よく行く店を登録して割引などのメールサービスを受けられる「お気に入りのお店」機能追加（メールサービスは一部店舗のみ対応）。同時にモバイルサイトもリニューアル、前年11月のバージョンアップ対応が完了した。
- 2008年10月 - バージョンアップ。新サービス「うたスキ動画」開始。
- 2008年11月 - 会員数が200万人（アカウント）を突破。
- 2009年3月 - バージョンアップ。ポイントサービス「JOYポ」開始、メールアドレスを使用した共通ログイン・ポイント管理システム「JOYSOUND ID」導入など、大規模なバージョンアップとなった。バージョンアップ後はWebサイト（PC・モバイル版両方）へのログインにJOYSOUND IDが必要となる。
同年3月15日以前に登録した既存会員は、ID取得手続を行うことで、うたスキ会員情報に登録されたメールアドレスのID登録・IDと会員情報の紐付けが自動的に行われる。旧IDは「キョクNAVI用ID」として引き継がれる。なおパスワードは4桁の数字から6桁以上の英数字に仕様変更されたため手続時に変更が必要となる。なおJOYSOUND IDを取得しない場合も、リニューアル後最初のキョクNAVIログイン時にパスワード変更を行うことで旧IDをキョクNAVI用IDとしてそのまま使用出来るが、Webサイトは利用出来なくなる。
- 2009年9月下旬 - 会員数が300万人（アカウント）を突破。
- 2009年11月 - バージョンアップ。「うたスキ動画」の機能強化を始め、「アバター」など同時期に発売された新機種「CROSSO」に搭載された新機能に対応。
- 2011年2月7日 - 会員数が500万人（アカウント）を突破。
- 2012年5月3日 - 会員数が700万人（アカウント）を突破。
- 2012年6月 - スマートフォンに対応。
- 2012年6月 - バージョンアップ。「うたスキ動画」を5コラボまで表示できるようにするなど新機種「JOYSOUND f1」に搭載された新機能に対応。
- 2013年10月10日 - バージョンアップ。画面上部にログイン状態が常時表示されるようになった。右上に「さがす」を追加し楽曲や店舗などを検索できるようになった。「家庭用カラオケ」「キョクプロ」のメニュー追加など。
- 2023年以降、うたスキプレミアム、アバターがサービス終了し現在x1以降はアバターではなくてアイコンとなっている

## 入会方法
招待制SNSではなく、誰でも入会出来る登録制SNS。入会金・年会費等は不要で使用できる他、有償版の「うたスキプレミアム」が存在する。入会方法は2種類ある。
パソコン・携帯電話から入会
まず「うたスキ」Webサイトの会員登録ページにて、有効なメールアドレスを記入・送信（PCサイトで携帯電話用のアドレスを記入してもよく、その場合は後の手続きは携帯電話で行う）。記入したアドレス宛に届くメールに記されたURLへ10日以内にアクセスしてメール認証を行う。認証に成功すると仮登録され、そのアドレスが「JOYSOUND ID」となる。仮登録後、ニックネーム（マイルーム等で公開する名称、半角16字・全角8字以内）・キョクNAVI用ID（半角英数字で6～16文字）・パスワード（半角英数字で6～16文字）・誕生日などの必要事項を記入して送信。内容確認後再び送信すれば、登録完了ページが表示され本登録完了となる。登録時に記入した情報は性別とニックネーム以外は公開されない。
登録完了後、うたスキの会員情報が自動的にJOYSOUND IDに紐付けされる。既にうたスキ以外のJOYSOUND ID対応サービスに入会してIDを取得している場合は、有効なメールアドレスにそのIDを用いて入会手続を行うことで会員情報がIDに紐付けされ、同じIDでうたスキを利用出来る。
うたスキに対応したカラオケ店で入会
キョクNAVI初期画面の「新規登録」から入会。キョクNAVI用ID・パスワードといった最小限の情報だけで入会可能で、JOYSOUND IDに使用出来る有効なメールアドレスがない場合も「マイうた」などキョクNAVIで利用可能なサービスを入会後即座に利用出来る。ただしWebサイトを利用するためには、パソコンや携帯電話からうたスキにアクセスし、キョクNAVIで登録したキョクNAVI用IDとパスワードに加えて有効なメールアドレス（またはうたスキ未登録のJOYSOUND ID）を入力して、追加登録・JOYSOUND IDの取得（または既存IDへの紐付け）を行う必要がある。
2009年3月15日以前に登録し、ID取得手続を行なっていない会員もこの状態となる。
なお、1つのIDにうたスキの会員情報を2つ以上紐付けすることは出来ない（他のサービスも同様）。

## 機能
パソコン・携帯電話からのログイン（Webサイト）にはJOYSOUND IDとパスワード、カラオケ店でのログイン（キョクNAVI）にはキョクNAVI用ID（旧うたスキID）とパスワードを使用する。
CROSSO・JOYSOUND f1 ではFeliCaに対応した「かざしてログイン」を使用する事ができ、電子マネーカードやおサイフケータイに対応している携帯電話・スマートフォンをキョクNAVIにあててログインする事ができる。「かざしてログイン」の登録もキョクNAVIを用いて行う事ができる。

### マイルーム
うたスキの「玄関」といえる。各機能・コンテンツにアクセスしたり、うた年齢・うたランキング（全国採点ONLINEの総合順位）・ベストスコアなどのステータスを一覧することが出来る。

### マイうた
楽曲検索などを使って歌いたい楽曲を登録する。1アカウントに対して最大200曲（うたスキプレミアム登録者は最大600曲）登録可能。足りなくなった場合は不要な曲を削除（マイうた解除）するか、もう1個アカウントを取得する（現アカウントとは別のメールアドレスが必要）。
そして、うたスキ対応カラオケ店でキョクNAVI(.sからも可)からうたスキにログインし、「マイルーム」→「マイうた」を開くことで、事前に登録した曲が表示されそのまま予約可能。煩わしい選曲の手間を軽減出来る。
「りれき」もマイうたの一機能。個人毎に最大300曲（うたスキプレミアム登録者は最大999曲）の歌唱履歴が残り、そこから「マイうた」へ登録することも出来る。
なお「マイうた」や「りれき」ページは、ログインしていない場合でも見えるため、心配な人は設定で非表示に出来る（「フレンド」「スコア」も同時に隠蔽・個別の非表示設定は現時点では不可）。

### 全国採点ONLINE・全国採点GP
ブロードバンド環境を活かした全国採点機能。うたスキ会員同士が各曲毎に得点・順位を競い合う。順位は1ヶ月ごとにリセットされる。HyperJoy WAVE以降の機種に対応している。
同様の全国採点としては、DAM（第一興商）の「ランキングバトル」が挙げられるが、
- 直近の30曲の採点記録が「全国うたランキング」の順位に影響し、全会員（全国採点に参加していないものも含め、500万アカウント以上）に対する自分の総合順位が分かる
- 過去の成績を最大4ヶ月分保存出来る
- 過去の1位獲得曲を（実用上）無期限・無制限に保存出来る

などの相違点がある。
成績（得点・順位）は自身の「スコア」ページに記録される。1位を取ると金メダル、2位を取ると銀メダル、3位には銅メダルが進呈（表示）され、分母が100以上の場合はトロフィーになる。なお「スコア」ページはログインしていない場合でも見えるため、設定で非表示に出来る（「マイうた」「りれき」「フレンド」も同時に隠蔽・個別の非表示設定は現時点では不可）。
順位は歌唱中にリアルタイムで更新され、画面上部（WAVEでは右上部）に、現時点の得点・順位などのテロップが表示される。WAVEとCROSSOでは大まかな順位が表示され、1位の場合は、「1位確定！？」と表示され、以降、5位以内、10 - 90位以内（10位刻み）、100 - 900位以内（100位刻み）、1000 - 3000位以内（1000位刻み）、3000位以外、の表示になる。f1・MAXでは歌唱中も正確な順位が表示される。
このほか得点の目安として、順位が近い人の得点（基本的に10位以内であれば5位、20位以内であれば10位…と、一つ上の表示ランクに上がるための得点。自分が1位の場合は自分自身の得点）と、ランキングに登録されている人数も一定時間ごとに表示される。また、同じ月に同じ曲を2回以上歌っている場合で、その中で1番点数が良い可能性がある場合は、「自己ベスト更新かも！？」と表示される。なお、f1・MAXでは歌唱中にアバターが様々な動きをするようになったほか、順位が大きく上がった場合、「一気にUP」「激しくUP」の表示が出るようになった。
現在、全国採点ONLINEはHyperJoy WAVEとCROSSO、全国採点GPはJOYSOUND f1とJOYSOUND MAXで利用できる。
姉妹コンテンツとして、グループで5曲を歌い、その合計点を全国で競い合う「みんなで採点ONLINE」もある。「ナイス選曲」「ナイス熱唱」「ナイスチャレンジ」などの加算項目があり、選んだ曲や歌い方によって加算点数が異なる。ランキングは一日ごとにリセットされる。歌唱中は画面右上に点数メーターが表示され、1位に到達するのに必要な点数が表示される。また、歌唱中に1位が更新されるとそのことを伝えるメッセージが表示される。

### リアルタイムリクエスト
投票数順で毎月上位200位以内の曲をカラオケ化するサービス。配信が決定された楽曲は、HyperJoy V2以降の機種（HyperJoy WAVE・CROSSO・JOYSOUND f1含む）で歌うことが出来る（配信決定から2 - 3ヵ月が目安）。
- 2009年4月にシステムを変更しリニューアル・再開。投票にポイントサービス「JOYポ」のポイントを使うこととなり、JOYSOUND IDの取得が必要になった。
- 投票は1日10回まで可能。1回ごとに票数を指定して投票する。2010年7月1日現在、PC、携帯、うたスキNAVIに関わらず、1票の投票でJOYポ1ptが消費される。1回の投票で1000票まで投票可能。リニューアル（JOYポ導入）前は、1回の投票でPC1票・モバイル2票・キョクNAVI10票であった。
- エントリーされてから1年後の月末（正確には翌月1日の午前7時59分）までに200位以内にランクインしない場合は、リストから削除される。削除されても再エントリー可能だが、票数はリセットされ1票からの再開となる。一時は無期限だったが、エントリー曲数が増えすぎたことなどから、2009年リニューアルを機に期限制が復活した。当月投票期限を迎える楽曲は「投票期限間近の曲」ページで告知される。
- 投票・配信開始前にエクシングが調査や権利交渉を行っている「調査（交渉）中曲」や、その過程で著作権・アーティストの意向・機器性能等の諸問題によりカラオケ化が困難と判断されエントリー・配信が取り消された「ごめんなさい曲」も存在する。また、まれにエントリー中もしくは配信決定後に前述の諸問題が判明し「ごめんなさい曲」となる場合もある。そのためエクシングでは、配信楽曲・エントリー楽曲検索に加えて「曲の対応状況を確認」ページも検索して、対応状況を確認した上でエントリーするよう促している。
- アーティストによっては、自身のオフィシャルブログを通じてファンに向けて投票を呼びかけている者もいる。
- このサービスにより、熱心な支持者を持つ東方Projectの二次創作楽曲やVOCALOID関連の楽曲が競合他社よりも豊富に配信されるようになり、JOYSOUNDの新しい魅力となっている。

### メッセージ機能
当初はフレンド登録を申請・承諾（拒否）する用途にのみ使用されていたが、2007年11月からは受信ボックスなどが追加され、フレンド登録されたうたスキ会員同士でメッセージを交換出来るようになった。

### うたスキコミュニティ
2007年11月追加。こちらは共通の話題を持つ不特定多数のうたスキ会員との交流を目的としている。好きな歌手・ジャンル・話題などにより様々なコミュニティが存在し、会員は好きなコミュニティに参加・退会出来る。

### うたスキ動画

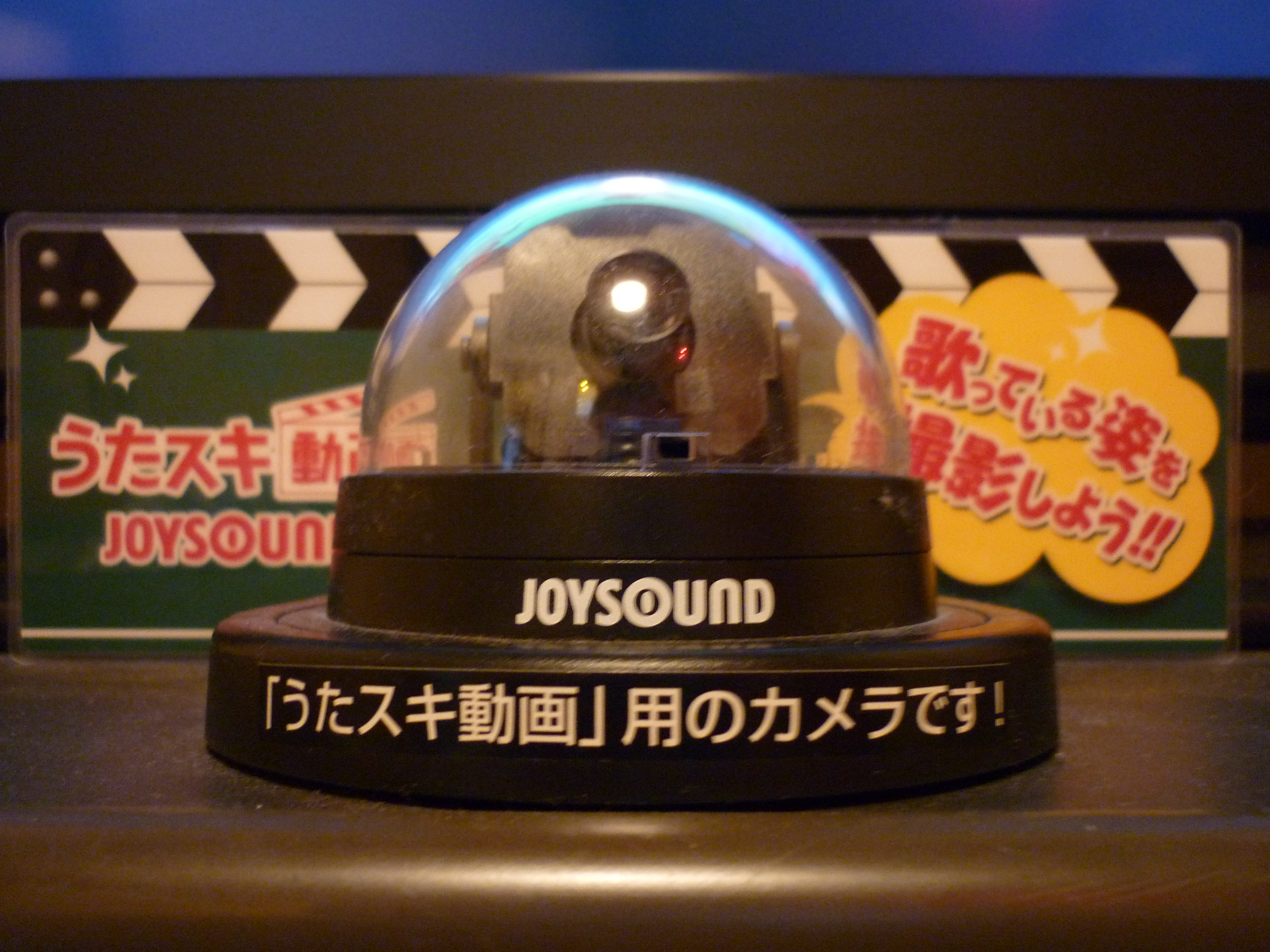
店舗に設置されている撮影用カメラ（CROSSO、JS-WX）

2008年10月サービス開始。同サービスに対応したカラオケボックスで歌唱中の模様を動画として撮影し、さらにその模様をWebにアップロードすることが可能。アップロードされた動画は「マイうたスキ動画」内に保存される。保存された動画は原則として公開され、他のうたスキ会員からも閲覧可能となる。後で非公開にしたい場合はWebから非公開設定を行う。「マイうたスキ動画」内の動画は通常アップロードから2ヶ月で自動的に削除される（手動削除も可能）。さらに歌詞の大幅な改変や公序良俗に反する映像など規約違反が疑われる動画を発見した場合にうたスキ事務局へ通報出来る「通報機能」も備えており、違反と認められた場合は保存期限内であっても予告なく削除される。オーディション企画とも連動し、パソコンからオーディションに応募することも可能。
2009年発売の新機種「CROSSO」では、自分の動画と他のうたスキ会員の動画をミックス（並列再生）させてデュエットなどのコラボレーションを実現させる「コラボ」機能などが追加された。
また、2012年6月発売の新機種「JOYSOUND f1」では、コラボ動画が最大5つ（5コラボ）まで可能になっている。
HyperJoy WAVEではセットトップボックス（ST-1）に専用カメラと本体を接続するだけでは使用できず、別途セットトップボックス用のルーターを導入してWAVE本体とは別にネットワークを構築する必要があり、非常に煩雑であった。しかしCROSSOはセットトップボックスの機能を統合しネットワーク分離も不要となったため、既にCROSSOを運用している場合は本体に専用カメラを接続・設定するとすぐに動画撮影が可能になる。
ポイントサービス「JOYポ」開始に伴い、下記設定にはポイント（JOYSOUND ID）が必要となる。なお設定した動画が誤操作や通報によって削除された場合も、ポイントは返還されないので注意。
- 動画の閲覧期間延長（1動画1ヶ月100P、3ヶ月250P、6ヶ月400P・動画削除まで何度でも可・設定後即減算）
- ピックアップコーナーへの掲載（1動画2週間500P、4週間1000P、無期限2000P・動画削除まで何度でも可・設定後即減算）
- 自分の動画を携帯電話用に変換・ダウンロード（1動画100P・iモードのみ対応・変換完了後即減算） - 端末にファイルを残さないストリーミング再生はポイントなしで可能（iモード・EZWeb対応）。
- 配信設定（1動画100P・特に制限なし・設定後即減算） - 自分の動画を他会員がコラボ機能で使ったり、CROSSOで視聴出来るようにする場合必要。コラボ動画の作成はCROSSOのみ対応（WAVE＋セットトップボックスには非対応）。
- 動画のコレクション登録（1動画10P・特に制限なし・登録後即減算） - 他会員の動画をコラボ機能で使ったり、CROSSOで視聴する場合必要。自分の動画はポイントなしで登録可。
- おすすめコンテンツのコレクション登録（1コンテンツ10～50P・特に制限なし・登録後即減算） - コラボ機能で該当動画を使う場合必要。
- コラボパートナー募集ページへの掲載（1動画2週間10P、4週間20P、無期限30P・配信解除または削除まで何度でも可・設定後即減算） - コラボ動画作成はCROSSOのみ対応。

上記のうち、配信設定および動画のコレクション登録については、「今だけ「JOYポ」ゼロキャンペーン開催中!」として、サービス開始より2010年5月末現在に至るまでJOYポを消費しないようになっていた。現在は「うたスキプレミアム」に登録する事で、「JOYポ」を消費する事なく、コレクション登録を行う事が可能。

### JOYポ
2009年3月に開始されたポイントサービス。会員ごとに「JOYポ通帳」が与えられ、サービス利用などでポイントを獲得・使用することが出来る。JOYSOUND IDが必要（パソコン・携帯電話でうたスキに入会した場合は自動的に取得、うたスキ以外のJOYSOUND ID対応サービスへの入会でも取得可）。

#### ポイントの加算
ID登録時にまず20ポイント（P）が付与される。以降は以下の方法・タイミングでポイントが加算される。
- キョクNAVIでうたスキにログイン（5P・1日1回限り・ログイン翌日）
- 携帯でモバイルうたスキにログイン（1P・1日1回限り・ログイン翌日）
- 対応サイトでの商品購入・サービス利用（購入額の1 - 2%〈100円で1 - 2P〉・特になし・サイトごとに異なる）
- パソコン・携帯電話からポイント購入（500 - 5000P・決済方法に制限・購入後即時）
iモードから（JOYSOUND IDに「docomo.ne.jp」が含まれる場合）は「ドコモケータイ払い（毎月の携帯利用料金と同時支払い）」のみ利用可能。パソコン・EZWeb・Yahoo!ケータイからはクレジットカード（JCB・AMEXのみ）と電子マネー（WebMoney・ネットキャッシュ・ビットキャッシュの3種）が利用可能。
- 新規会員紹介（10P・1ヶ月2人まで・紹介された人の登録完了後即時〈紹介された会員は30Pからスタート〉）
- スポンサーサイトへの会員登録（100 - 500P・1サイト1回限り・登録完了翌日）
- 広告映像の視聴（10 - 100P・CROSSOおよびJOYSOUND f1対応・視聴完了翌日）
- UGAにおける同様のサービスである「うたウガ」への会員登録（20P）

他にも、全国採点ONLINEやキャンペーンへの参加でポイントを獲得出来る場合がある。

#### ポイントの使用
加算されたポイントは、一例として以下のように使用可能。使用範囲は今後も拡大する予定。
- 対応サイトでの商品購入・サービス利用（1Pで1円割引・特になし・取引成立後即減算）
- 「リアルタイムリクエスト」の投票（1票1P・1回1000票、1日10回まで・投票成立後即減算）
- 「アバター」のアイテム購入・交換（1アイテム100 - 1000P・店舗での設定はCROSSOおよびJOUSOUND f1対応・購入（交換）成立後即減算）
- 「アフレコ」の利用（1シーン100P・CROSSOおよびJOYSOUND f1対応・利用開始後即減算）
- PC・携帯・CROSSOにおけるプレミアム動画の視聴（1コンテンツ10 - 50P・特になし・視聴開始後即減算）
- 「うたスキ動画」の一部機能（先述）
- 「謎カラシリーズ」中級編・上級編のプレイ料金（1回100 - 150P・CROSSO及びJOYSOUND f1対応・プレイ開始後即減算）

#### 有効期限
ポイントは、仮ポイントと確定ポイントに分かれている。通常・期間限定ポイントは獲得した時点でまず仮ポイントとして加算される。この状態では使用出来ず、加算タイミングに到達した時点で確定ポイントに転換され使用可能となる。
また、確定ポイントは以下の3種類がある。
- 通常ポイント：購入・期間限定以外のポイントがこれにあたる。仮ポイント獲得月の1年後の月末まで有効。
- 期間限定ポイント：キャンペーン参加などで獲得したポイントがこれにあたる。有効期限はキャンペーンによって異なる。
- 購入ポイント：パソコン・携帯電話で購入したポイントがこれにあたる。他のポイントと違い購入後すぐに確定ポイントとして使用可能で、有効期限が通常ポイントの2倍となる（購入月の2年後の月末まで有効）。

なお、最終加算・使用日によって未使用ポイントの有効期限が延びることはないので注意。有効期限が迫っているポイントは「JOYポ通帳」から確認出来る。

### アバター
2009年11月開始。髪形・服・靴など様々なアイテム要素を組み合わせてオリジナルキャラクターを作るサービス。作成したキャラクターは、新機種「CROSSO」の画面上（採点結果など）やマイルーム（CROSSOと連携するキョクNAVI（JR-200X）とWebサイト）に表示される。またプロフィール画像に自分のアバターを指定することも可能で、この場合うたスキランキングやフレンド一覧等うたスキ全体で表示される。JOYSOUND f1では本人映像・アニメカラオケや一部の曲を除き、曲がはじまる際にアバターが表示されるようになった。キョクナビ（JR-300）での表示も継承されている。
キャラクターに装着させるアイテムはアイテムショップで購入できる他（購入にはJOYポを使用）、コンテストやキャンペーンに参加することでも獲得可能。また、会員登録数の増加などを記念して特別アイテムが配布されることもある。
キョクNAVI用IDだけでも基本的なコーディネートは利用可能だが、ショップでのアイテム購入やコンテスト参加などでJOYポが必要な場合はJOYSOUND IDの取得が必要。
アイテムのうち、CROSSOではアクセサリと背景はキョクNAVIでは反映されない。JOYSOUND f1ではアクセサリに関しては一部の表示とキョクナビで表示されるようになっている。

### その他
うた年齢
自分の選曲と、その曲を歌ったうたスキ会員全員の平均年齢（会員情報に登録された誕生日から算出）を組み合わせて「うた年齢」が算出され、自分の会員ページに掲載される。現時点で非表示には出来ない。
音設定
自分の声の大きさや好みの音質・エコーを登録しておくと、自分のIDで予約した曲を歌う際に自動的にマイクボリューム・エコーなどを調整してくれる機能。キョクNAVI・キョクNAVI.sからのみ設定が可能。